# Blastothrix klapaleki
Blastothrix klapaleki är en stekelart som beskrevs av Hoffer 1963. Blastothrix klapaleki ingår i släktet Blastothrix och familjen sköldlussteklar.
Artens utbredningsområde är Tjeckien. Inga underarter finns listade.